# 諸葛緒
諸葛緒（？—？），琅邪郡陽都縣人，魏晉政治人物。

## 生平
毌丘儉叛亂時，以泰山太守的身份與其軍交戰。（毌丘儉之亂）
後任雍州刺史，在263年魏滅蜀之戰時統兵三萬，任務是在陰平橋頭攔截蜀將姜維，使姜維無法救援陽安關。姜維且戰且走擺脫鄧艾，聽說諸葛緒已經屯駐在陰平橋，便從孔函谷往北道行軍，作出要偷襲雍州的樣子。諸葛緒聞訊，退軍三十里，而姜維走了三十多里，得知諸葛緒向北移動，立刻掉頭回軍，搶過陰平橋。諸葛緒趕忙追擊，卻慢了一日。接著鍾會得到陽安關並南下，當時在陰平的鄧艾本來想和諸葛緒一起進入江油，諸葛緒以西行非原本所受的詔命，於是引兵到白水找鍾會。鍾會以畏敵不前的名義，將他關進囚車送回本土，將他的軍隊收歸己用。
《三國演義》追加說鍾會打算判其死刑，後由於衛瓘等人的勸阻，遂留交給司馬昭處分。
晉朝成立後，諸葛緒从魏太常官拜崇化衛尉，後封樂安亭侯。

## 家庭
- 兒子諸葛沖、诸葛厷
- 孫子诸葛铨、诸葛玫；孫女諸葛婉、诸葛男姊。